# Expédition antarctique allemande de 1938-1939
 (novembre 2022).

Logo de l'expédition.

L'expédition antarctique allemande de 1938-1939 (en allemand : Deutsche Antarktische Expedition 1938/39) dirigée par le capitaine de la marine allemande Alfred Ritscher, est la troisième expédition officielle en Antarctique du Reich allemand, sur ordre d'Hermann Göring.
Le conseiller d'État Helmuth Wohlthat (de) est mandaté pour la planification et la préparation.
L'objectif principal de l'expédition est de nature économique, notamment l'établissement d'une station baleinière et l'acquisition de terrains de pêche pour une flotte baleinière allemande afin de réduire la dépendance du Reich à l'importation d'huiles, de graisses industrielles et de graisses alimentaires.
Les préparatifs se déroulent dans le plus strict secret car l'entreprise est également chargée de faire une étude de faisabilité pour une future occupation du territoire antarctique dans la région entre le 20e méridien ouest et 20e méridien est.